# Mimodorus diabolus
Mimodorus diabolus är en insektsart som beskrevs av Rauno E. Linnavuori 1959. Mimodorus diabolus ingår i släktet Mimodorus och familjen dvärgstritar. Inga underarter finns listade i Catalogue of Life.